# Pietro l'Aleuta
Cungagnaq, noto come Pietro l'Aleuta (Isola Kodiak, 1800 circa – San Francisco, 1815 circa), è venerato come martire e santo dalla Chiesa cristiana ortodossa.

## Biografia
Si dice che fosse nativo dell'isola Kodiak (isole Aleutine), e che abbia assunto il nome cristiano di "Pietro" al momento del battesimo ricevuto col rito ortodosso dai monaci missionari di Sant'Ermanno stanziati nel nord. Si dice che sia stato catturato dai soldati spagnoli nei pressi di San Pedro, torturato ed ucciso su istigazione della Chiesa cattolica sul posto o presso la Missione Dolores, a San Francisco.
Al tempo della sua morte, la California era territorio spagnolo, e la Spagna era preoccupata dall'avanzata russa verso sud, partendo dall'Alaska. Hubert Howe Bancroft, nel suo History of California, fa solo notare che, in relazione ad un incidente in cui una spedizione di cacciatori di pelli russi era stata incarcerata per aver rifiutato di lasciare San Pedro, una fonte russa accusava "gli spagnoli di crudeltà verso i prigionieri, affermando che secondo il racconto di Kuskof un aleuta che aveva rifiutato di diventare cattolico era morto a causa dei maltrattamenti subiti a San Francisco."

### Martirio
Secondo la versione completa della storia, nel 1815 un gruppo di dipendenti russi della Compagnia russo-americana, con i loro cacciatori aleuti di pinnipedi e lontre, tra cui Pietro, fu catturato dai soldati spagnoli mentre cacciavano illegalmente i pinnipedi nei pressi di San Pedro. Secondo il racconto originale, i soldati li portarono presso la "Missione San Pedro" (un luogo dubbio, dato che non esistevano missioni a San Pedro) per l'interrogatorio. Una fonte russa afferma che dopo essere stati catturati nei pressi dell'attuale Los Angeles, i prigionieri furono portati presso la missione Dolores (l'odierna San Francisco).
Attraverso minacce di tortura, i sacerdoti cattolici tentarono di obbligare gli Aleuti a negare la loro fede ortodossa convertendosi al cattolicesimo romano. Al rifiuto degli Aleuti, il prete fece tagliare un alluce da ognuno dei piedi di Pietro: quest'ultimo continuò a rifiutare di rinnegare la propria fede ed il sacerdote spagnolo ordinò ad un gruppo di nativi americani della California di tagliare tutte le dita delle mani di Pietro, una falange alla volta, per poi tagliare entrambe le mani. Alla fine lo sventrarono, rendendolo un martire della fede ortodossa; stavano per iniziare a torturare il successivo aleuta quando ricevettero l'ordine di rilasciarli tutti.

## Storicità
Un racconto del martirio di Pietro l'Aleuta è contenuto in una lunga lettera scritta il 22 novembre 1865 da Semën Janovskij a Damascene, abate del monastero di Valaam in Russia. Janovskij (1789-1876), che è anche una delle fonti principali sulla vita di Sant'Ermanno, fu a capo delle colonie russe dal 1818 al 1820. Nella lettera stava parlando di un incidente di cui aveva sentito parlare da una persona che diceva di essere un testimone oculare e che il tutto sarebbe accaduto nel 1815, ovvero mezzo secolo prima.
La lettera parla di Pietro torturato dai gesuiti: l'ordine dei gesuiti era stato soppresso nel 1773 e ricostituito solo nel 1814. Nel 1815 non c'erano gesuiti nel raggio di migliaia di chilometri dalla California. In quel periodo c'erano in California i francescani, ma è improbabile una confusione tra preti gesuiti e frati francescani, anche per un russo. Janovskij aggiunge anche che «... in quel tempo riportai tutto presso l'ufficio del mio superiore a San Pietroburgo.». E invece, la sua prima comunicazione all'ufficio centrale della compagnia (datato 15 febbraio 1820, cinque anni dopo gli accadimenti), parla anche del martirio di Pietro, anche se con dettagli differenti.

## Venerazione
Secondo la lettera di Janovskij del 1865, dopo aver ricevuto sull'isola Kodiak la descrizione della morte di Pietro Sant'Ermanno iniziò a piangere, "Santo nuovo martire Pietro, prega Dio per noi!" Pietro l'Aleuta fu formalmente dichiarato santo della Chiesa ortodossa come "Martire di San Francisco" nel 1980. La sua ricorrenza cade il 24 settembre. Esistono in America settentrionale numerose chiese dedicate a lui, ad esempio quella di Lake Havasu City (Arizona); a Minot (Dakota del Nord); a Calgary; e ad Abita Springs (Louisiana).